# Anna Strolenberg
Anna B.R. Strolenberg (ur. 23 lipca 1995 w Utrechcie) – holenderska polityk, deputowana do Parlamentu Europejskiego X kadencji.

## Życiorys
Studiowała administrację publiczną i zarządzanie na Uniwersytecie w Utrechcie, uzyskała magisterium z międzynarodowego zarządzania publicznego i polityki na Uniwersytecie Erazma w Rotterdamie. Pracowała krótko jako koordynatorka w think tanku The West Wing. Wstąpiła do ugrupowania Volt Nederland, od 2020 odpowiadała za organizację jego kampanii. Od 2023 pracowała jako rzeczniczka prasowa VluchtelingenWerk, instytucji zajmującej się sprawami uchodźców. W 2024 z ramienia swojej formacji uzyskała mandat posłanki do Parlamentu Europejskiego X kadencji.